# Masanori Murakawa
Masanori Murakawa (村川 政徳 Murakawa Masanori?) (18 de julio de 1969) es un luchador profesional y político japonés, más conocido por su nombre artístico The Great Sasuke.
Murakawa es famoso por su larga carrera en varias promociones de lucha libre profesional, como Michinoku Pro Wrestling y New Japan Pro Wrestling, y es reconocido como uno de los luchadores profesionales más famosos dentro y fuera de Japón. Así mismo, Masanori es ampliamente conocido por su temerario y peligroso estilo aéreo de lucha, habiendo sufrido una gran cantidad de lesiones a lo largo de su carrera.
En 2003, Murakawa fue elegido como legislador de la Asamblea de la Prefectura de Iwate, siendo uno de los pocos luchadores profesionales del país en haber seguido una carrera política, y el único de ellos en haber usado una máscara durante esta. Masanori abandonó la política al perder las elecciones a gobernador de Iwate.

## Carrera

### Universal Wrestling Association (1990-1993)
En 1990, Murakawa hizo su debut en la lucha libre profesional en Universal Wrestling Association bajo el nombre de MASA Michinoku (MASAみちのく Masa Michinoku?). Este nombre provendría de la acortación de su nombre -Masanori- y del nombre alternativo de Tohoku, su tierra natal. 
Más tarde, durante un tour realizado en México, Murakawa cambió su nombre al de Ninja Sasuke (ニンジャ・サスケ Ninja Sasuke?), y comenzó a usar máscara y atuendo negros de estilo ninja. Fue entonces cuando Sasuke comenzó a hacerse famoso por su estilo de lucha libre mexicana, realizando numerosos y arriesgados suicide dives y patadas de artes marciales, para concordar con su personaje, basado en Sarutobi Sasuke. 
Al poco tiempo, el gimmick de Ninja Sasuke evolucionó al de The Great Sasuke (ザ・グレート・サスケ Za Gurēto Sasuke?), con el que Masanori comenzó a usar la máscara negra, blanca y roja de estilo kumadori que le caracterizaría durante toda su carrera, muy similar a la usada por Mach Hayato. The Great Sasuke era presentado como un excéntrico y temerario ninja con gusto por las más peligrosas acrobacias, que realizaba sin temor gracias a su descomunal tolerancia al dolor, y siendo tildado por ello de suicida o de masoquista por otros luchadores. Sasuke consiguió una enorme fama y ganó el UWA/UWF Intercontinental Tag Team Championship con Gran Hamada en 1992. Tiempo más tarde, Sasuke se enfrentó a Super Delfín por UWA Welterweight Championship, pero no logró ganar.
En junio de 1993, la empresa se escindió y el título quedó desactivado.

### Michinoku Pro Wrestling (1992-1993)

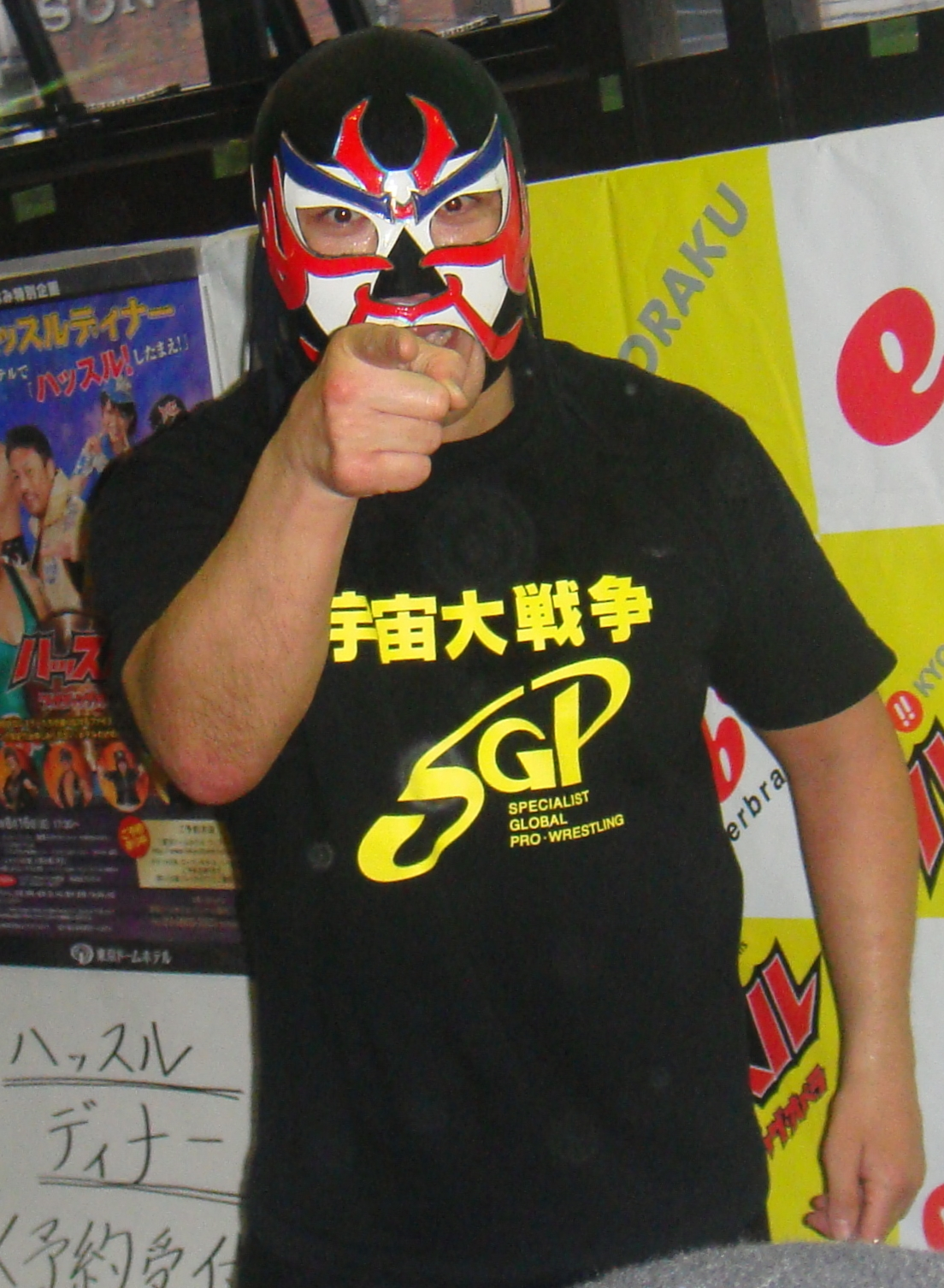
Sasuke durante una entrevista en HUSTLE.

Murakawa fundó a finales de 1992 su propia empresa, Michinoku Pro Wrestling. En esta promoción, Sasuke y otros luchadores promovieron el uso de la lucha libre mexicana en Japón, creando el estilo conocido como lucharesu.
En sus inicios en MPW comenzaría a hacer equipo con Kendo, entrando en un feudo con El Signo, compitiendo simultáneamente en MPW y en UWA. Después de ganar los títulos en parejas con Gran Hamada, Sasuke y él defendieron sus títulos en Michinoku Pro Wrestling contra Los Espantos (Espanto IV & Espanto V), teniendo una larga rivalidad contra ellos. En julio de 1993, Sasuke y Super Delfín tuvieron un combate por el Campeonato Peso Medio en el que si Sasuke perdía debería quitarse la máscara, pero Sasuke ganó la lucha y el título. Delfín y él entraron en un feudo, con Sasuke siendo ayudado por su aprendiz TAKA Michinoku y por SATO en contra de Delfín, Jinsei Shinzaki & Gran Naniwa. Un mes más tarde, Delfín derrotó a Sasuke para ganar el título de nuevo.

### Frontier Martial Arts-Wrestling (1993-1994)
Sasuke debutó en Frontier Martial Arts-Wrestling en octubre de 1993, ganando el Campeonato Peso Pesado Independiente contra Battle Ranger. A finales de 1994, Sasuke perdió el título ante Ricky Fuji.

### New Japan Pro Wrestling (1994-1998)
A mediados de 1994, Great Sasuke fue contratado por la mayor empresa entonces, New Japan Pro Wrestling. En su debut, Sasuke participó en la Super J Cup 1994 en la que derrotó a Jushin Liger y El Samurai, antes de ser eliminado en la final por Wild Pegasus.  Su aparición, sin embargo, le hizo extremadamente popular entre los luchadores de la empresa, comenzando a ser conocido en Japón por su peligroso estilo aéreo. Durante el resto de 1994 e inicios 1995, Sasuke competiría en la empresa alternando con sus apariciones en Michinoku Pro.
En abril de 1996, Sasuke volvió a NJPW, derrotando a Jushin Thunder Liger para ganar el Campeonato Pesado de la IWGP. Sasuke lo retendría durante meses ante luchadores como Black Tiger y Shiryu. En agosto, Sasuke ganó además el Campeonato Pesado de la NWA contra Masayoshi Motegi para participar en el torneo J Crown, el cual aglutinaba todos los campeonatos pesados de todas las empresas de Japón. Ganando un total de 8 campeonatos, Sasuke se enfrentó en la final a Último Dragón el 4 de agosto de 1996. Durante la lucha, Sasuke sufrió un traumatismo craneoencefálico, pero aun así continuó luchando y ganó el combate, coronándose campeón del torneo J Crown.
Dos meses más tarde, Sasuke perdió el título de J Crown ante Último Dragón, en WAR. En abril de 1997, Sasuke intentó recuperar el J Crown ante su siguiente propietario, Jushin Thunder Liger, pero no logró ganar.

### Retorno a Michinoku Pro Wrestling (1995-1996)
Murakawa volvió a MPW a finales de 1995. Comenzado 1996, introdujo el Campeonato Británico de la MPW en la empresa, ganándolo y reteniéndolo durante el resto del año. Sasuke además ganó el Campeonato Ligero de la WWF derrotando a Aero Flash, teniendo ambos títulos simultáneamente. Sasuke también compitió en equipos, haciendo pareja con Tiger Mask IV. A finales de 1996, Sasuke perdió el Campeonato Británico ante Danny Collins, y un mes más tarde el Campeonato Ligero ante El Samurai.

### Extreme Championship Wrestling (1997-1998)
Sasuke comenzó a aparecer en promociones de Estados Unidos en 1997. Una de ellas fue Extreme Championship Wrestling, donde, acompañado por Gran Naniwa & Gran Hamada, derrotó a luchadores como Lance Storm y Al Snow. Su último combate fue en House Party 1998, donde fue derrotado por Justin Credible.

### World Wrestling Federation (1997)
En julio de 1997, Great Sasuke apareció en la World Wrestling Federation, derrotando a TAKA Michinoku en In Your House 16: Canadian Stampede y en la siguiente edición de Raw is War.

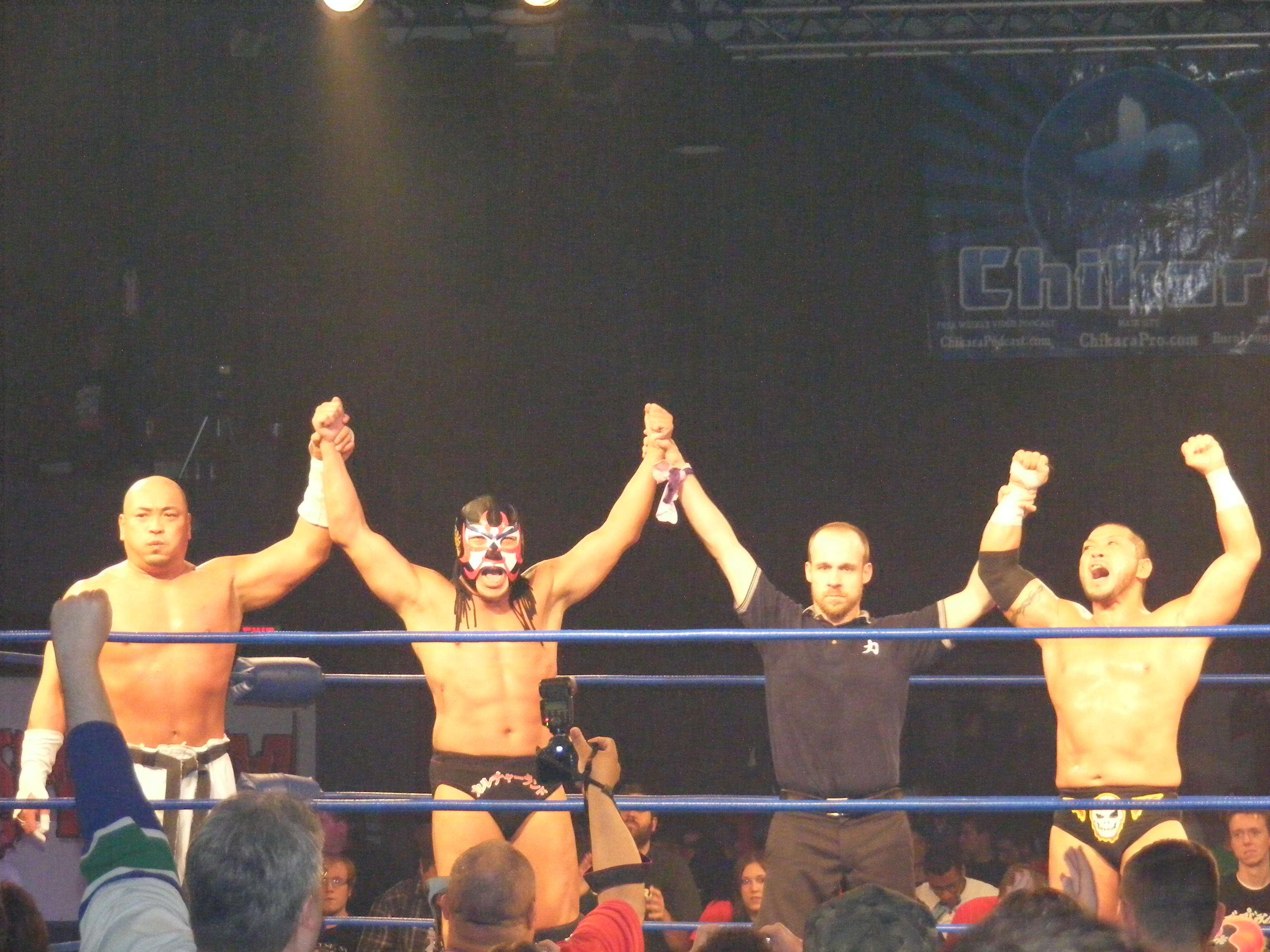
Jinsei Shinzaki, Great Sasuke y Dick Togo en 2011, en el King of Trios en Chikara.

### Retorno a New Japan Pro Wrestling (1998-1999)
Sasuke volvió a NJPW a finales de 1998 para enfrentarse a Jushin Thunder Liger por el Campeonato Pesado de la IWGP, pero fue derrotado. Más tarde, Sasuke & Liger hicieron equipo para ganar los Campeonatos en Parejas de la IWGP contra Dr. Wagner, Jr. & Kendo Kashin. El dúo conservaría los campeonatos hasta julio de 1999, cuando los perdieron ante Shinjiro Otani & Tatsuhito Takaiwa. Jushin y Sasuke seguirían haciendo equipo esporádicamente tiempo después, hasta que Sasuke volvió a dejar la empresa.

### Toryumon (1999-2003)
En enero de 1999, Sasuke comenzó a aparecer en Toryumon Japan. Por ese entonces, Sasuke comenzó a desarrollar una personalidad mucho más violenta, desembocando en el advenimiento de una versión malvada de sí mismo llamada SASUKE. Como heel, SASUKE derrotaría a Magnum TOKYO para ganar el Campeonato Peso Medio de la NWA durante un torneo por el mismo, tras derrotar también a Gran Naniwa. Sin embargo, poco después, SASUKE fue exorcizado por Jinsei Shinzaki para "extraer el mal de él", volviendo a su personalidad de siempre y retornando al lado face. Tras ello, Sasuke continuaría apareciendo en Toryumon, entrando en un feudo con el grupo heel Crazy MAX (CIMA, SUWA, Dandy Fuji & TARU). Su última aparición fue a mediados de 2003, en la que Sasuke derrotó a Stalker Ichikawa.

### Retorno a Michinoku Pro Wrestling (2001-presente)
Sasuke retornó a Michinoku Pro en 2001, realizando diversas apariciones. En marzo de 2004, derrotó a Atlantis para ganar el reciente Campeonato Pesado de la MPW. Poco después sucedió la llegada de multitud luchadores jóvenes desde Toryumon X, contándose entre ellos el poderoso stable heel Los Salseros Japoneses (Takeshi Minamino, Pineapple Hanai & Mango Fukuda), con el que Sasuke entró en un feudo. Para combatir contra ellos, Sasuke alistaría una coalición compuesta por Shanao, Kei Sato, Shu Sato, Jinsei Shinzaki y varios otros luchadores face. En marzo, Sasuke ganaría la Michinoku Trios League al derrotar a los Salseros haciendo equipo con Jinsei Shinzaki & Kesen Numajiro; sin embargo, poco después Numajiro abandonaría la alianza y se unió a Minamino y su grupo. Sasuke, mientras tanto, aparecería en Kaientai Dojo para enfrentarse a TAKA Michinoku en un combate en el que estaban en juego los títulos de ambos, el Campeonato Pesado de la MPW en caso de Sasuke y el Campeonato Pesado de la AJPW y el Strongest-K Championship en caso de Michinoku; dado que el combate acabó en cuenta fuera, fue reiniciado por los árbitros y finalmente TAKA consiguió la victoria. Tras ello, Sasuke hizo su regreso a Michinoku Pro, donde continuó luchando contra Los Salseros Japoneses.
En octubre de 2006, Sasuke recuperó su título contra Super Delfín. Poco después, Sasuke y Kanjouryo Matsuyama hicieron equipo para participar en la Futaritabi Tag Team League 2006, siendo derrotados por Kushinbo Kamen & Ebessan II. Meses más tarde, Sasuke volvió a competir en solitario y fue incluido en la Fukumen World League, pero fue eliminado por Último Dragón en la primera ronda.

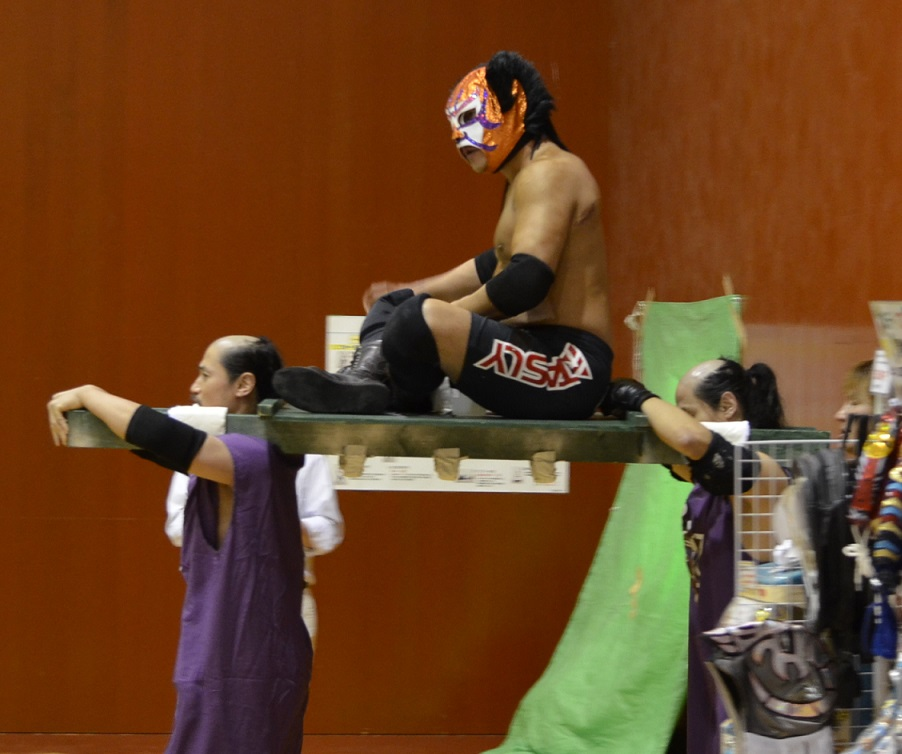
Sasuke, como líder de Mu no Taiyo, llevado por Brahman Shu y Brahman Kei.

En octubre de 2007, Great Sasuke & Yoshitsune compitieron en la Futaritabi Tag Team League 2007, derrotando a Kei Sato & Shu Sato y Kagetora & Rasse; sin embargo, Sasuke se lesionó en este último combate y Yoshitsune y él se vieron forzados a abandonar el torneo. Sin embargo, a finales de año Sasuke volvió de su lesión y reformó su equipo con Yoshitsune; finalmente, a inicios de 2008, Yoshitsune & Sasuke consiguieron los Campeonatos en Parejas de la MPW contra Kagetora & Rasse.
A finales de 2013, en la clásica lucha de "Great Space War" de fin de año, Sasuke se presentó haciendo un estriptis conjunto con Macho Pump, Yapper Man #1 y Yapper Man #2 antes de enfrentarse al equipo de Asura, el cual iba liderado por Brahman Kei y Brahman Shu en vestimentas de artes marciales. La lucha transcurrió como podía esperarse, y finalizó cuando Sasuke intentó realizar un moonsault dentro de un barril y se estrelló, quedando inconsciente y causando la derrota de su equipo. Después de la contienda y de otro baile, Sasuke desalojó el ring y llamó a Kei y Shu, solicitando una alianza con ellos para proteger la Tierra en la próxima Great Space War. Al evento siguiente, sin embargo, Sasuke cambió su personalidad y se volvió heel, asumiendo el rol de un gurú místico y formando con los Brahman Brothers la secta Mu no Taiyo. Esta facción no tardó en conseguir los dos campeonatos de MPW, con Sasuke ganando el título en parejas con Kei de manos de Jinsei Shinzaki & Kesen Numajiro.

### HUSTLE (2004-2007)
En 2004, después de que Generalissimo Takada y su facción heel Monster Army, provenientes de HUSTLE, invadiesen Michinoku Pro para atacar a sus luchadores, Sasuke se alió con "Captain HUSTLE" Naoya Ogawa, principal face de HUSTLE, para contrarrestarles en su propia empresa. Sasuke sería, sin embargo, seguido por Hakushi, quien se puso al lado de Takada y atacó a Sasuke durante su combate con Giant Silva. Por ello, Sasuke formó equipo con el debutante Hard Gay para derrotar a Hakushi y los miembros del Monster Army, apareciendo esporádicamente poco después.
A mediados de 2007, Sasuke volvió a aparecer para ayudar a la modelo Hitomi Kaikawa durante su feudo con Yuji Shimada.

### Pro Wrestling ZERO1 (2007-2008)
Sasuke, junto con Yoshitsune y algunos otros luchadores de MPW, comenzó a aparecer en Pro Wrestling ZERO1 en 2007, enfrentándose a Shinjiro Otani y a otros luchadores locales. 
En marzo de 2008, varios luchadores de la empresa, comenzaron a parodiar el atuendo y la máscara de Sasuke, con éste debiendo derrotar a Great Minoru Fujita en un Mask vs Mask Match; días más tarde, haría equipo con Great Shinjiro Otani para derrotar a Fujita & Takuya Sugawara. Otro tanto ocurrió en Pro Wrestling El Dorado, donde debió hacer equipo con Great YASUKE para derrotar a Hell Demons (Brahman Shu & Brahman Kei).

### Pro Wrestling NOAH (2010)
En octubre de 2010, Sasuke y Kenbai aparecieron en la Nippon TV Cup Junior Heavyweight Tag League 2010 de Pro Wrestling NOAH representando a Michinoku Pro. Sin embargo, el equipo no consiguió el suficiente éxito, y fue finalmente derrotado por Atsushi Aoki & KENTA.

### Chikara (2011)
El 15 de abril de 2011, Jinsei Shinzaki anunció que Michinoku Pro participaría en el King Of Trios 2011 de Chikara, enviando un trío compuesto por él, Great Sasuke y Dick Togo. El equipo derrotó a Team Minnesota (1-2-3 Kid, Arik Cannon & Darin Corbin) y Jigsaw, Manami Toyota & Mike Quackenbush, pero fueron vencidos poco después por Team FIST (Chuck Taylor, Icarus & Johnny Gargano) gracias a intervenciones externas.

### Retorno a New Japan Pro Wrestling (2011)
Durante la liga Best Of The Super Juniors XVIII, The Great Sasuke hizo su retorno a New Japan Pro Wrestling después de varios años. Sasuke derrotó a infinidad de luchadores, tales como TAKA Michinoku, Jushin Thunder Liger, KUSHIDA, Daisuke Sasaki y Máscara Dorada, pero no logró ganar, siendo sorprendentemente derrotado por Kota Ibushi y por Gedo, gracias a una intervención del equipo CHAOS.

## En lucha

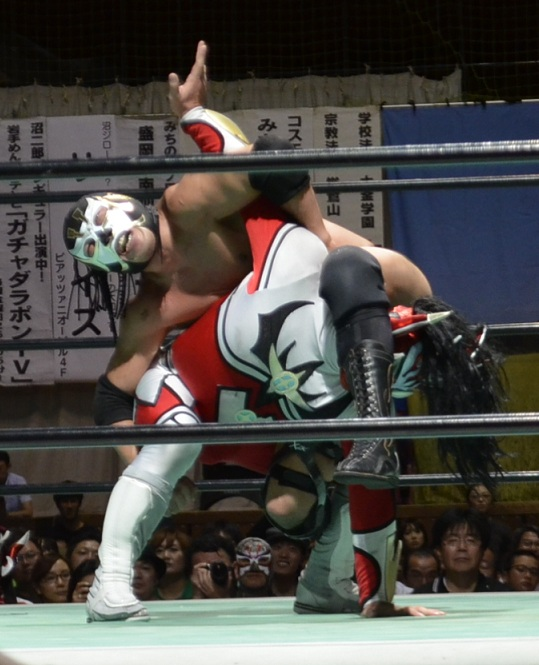
Sasuke realizando un "octopus hold" a Jushin Thunder Liger.

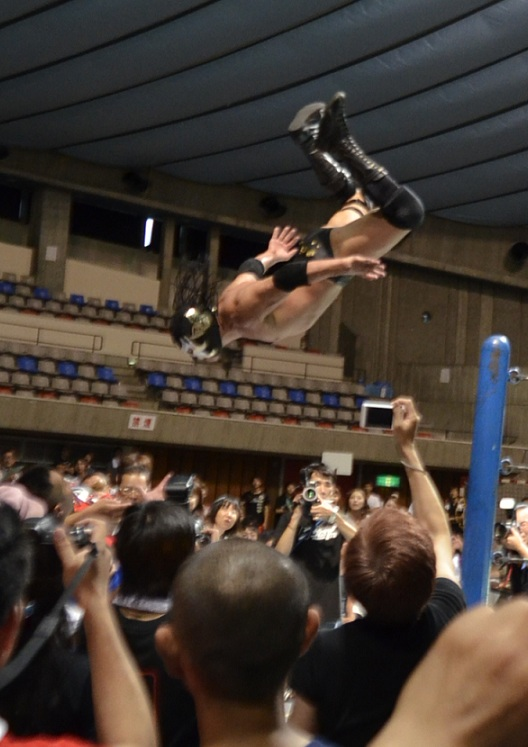
Sasuke realizando una "suicide senton bomb".

- Movimientos finales
  - Thunder Fire Powerbomb[1][2][3] (Standing one shoulder powerbomb)
  - Senton Atómico[2][3] (High-angle senton bomb, a veces desde una escalera) - innovado
  - Sasuke Special X Version 10.2 Segway[3][4] (Missile dropkick al hombro de un oponente tumbado) - 2004-presente
  - Michinoku Driver[4] (Double underhook brainbuster) - 1990-1993, aún usado esporádicamente; innovado
  - Octopus hold[5]

- Movimientos de firma
  - Sasuke Special[1][2][3] (Cartwheel over the top rope suicide moonsault) - innovado
  - Sasuke Special 2[1][3] (Cartwheel over the top rope suicide corkscrew somersault seated senton) - innovado
  - Sasuke Special X[6] (Diving DDT)
  - XPW[3] (Diving somersault neckbreaker)
  - Topé con Hilo[3] (Over the top rope suicide somersault senton)
  - La Magistral[7] (Arm wrench inside cradle pin)
  - Ram Jam[8] (Diving headbutt con burlas) - 2009-2010; parodiado de la película El luchador
  - Arm drag
  - Cartwheel back elbow strike
  - Corkscrew 450º splash - usado en ocasiones especiales
  - Cross armbar
  - Diving corkscrew moonsault
  - Diving headbutt a un oponente tumbado con la cabeza fuera del ring
  - Diving moonsault senton
  - Drop toehold
  - Fujiwara armbar
  - Handspring back elbow smash
  - Hurricanrana,[9] a veces a un oponente elevado
  - Kani basami
  - Kip-up
  - Leg trap spinning legsweep
  - Second rope springboard moonsault, a veces hacia fuera del ring[1][3]
  - Sitout belly to back piledriver
  - Springboard back elbow smash
  - Suicide senton bomb
  - Varios tipos de kick:
    - Ryder Kick[1][3] (Diving side, a veces hacia fuera del ring)
    - Corner backflip drop
    - Drop,[9] a veces desde una posición elevada
    - Enzuigiri
    - Jumping sole al pecho del oponente
    - Jumping spinning heel
    - Pendulum drop a un oponente fuera del ring[3]
    - Spin a la nuca del oponente
    - Spinning roundhouse

  - Varios tipos de suplex:
    - Belly to back
    - Bridging double chickenwing[9]
    - Bridging full Nelson
    - Bridging German
    - Double underhook
    - Fisherman

- Mánagers
  - Hitomi Kaikawa

- Apodos
  - "Tohoku no Eiyuu" (東北の英雄 Tōhoku no Eiyū?, El Héroe de Tohoku)

## Campeonatos y logros
- Dramatic Dream Team

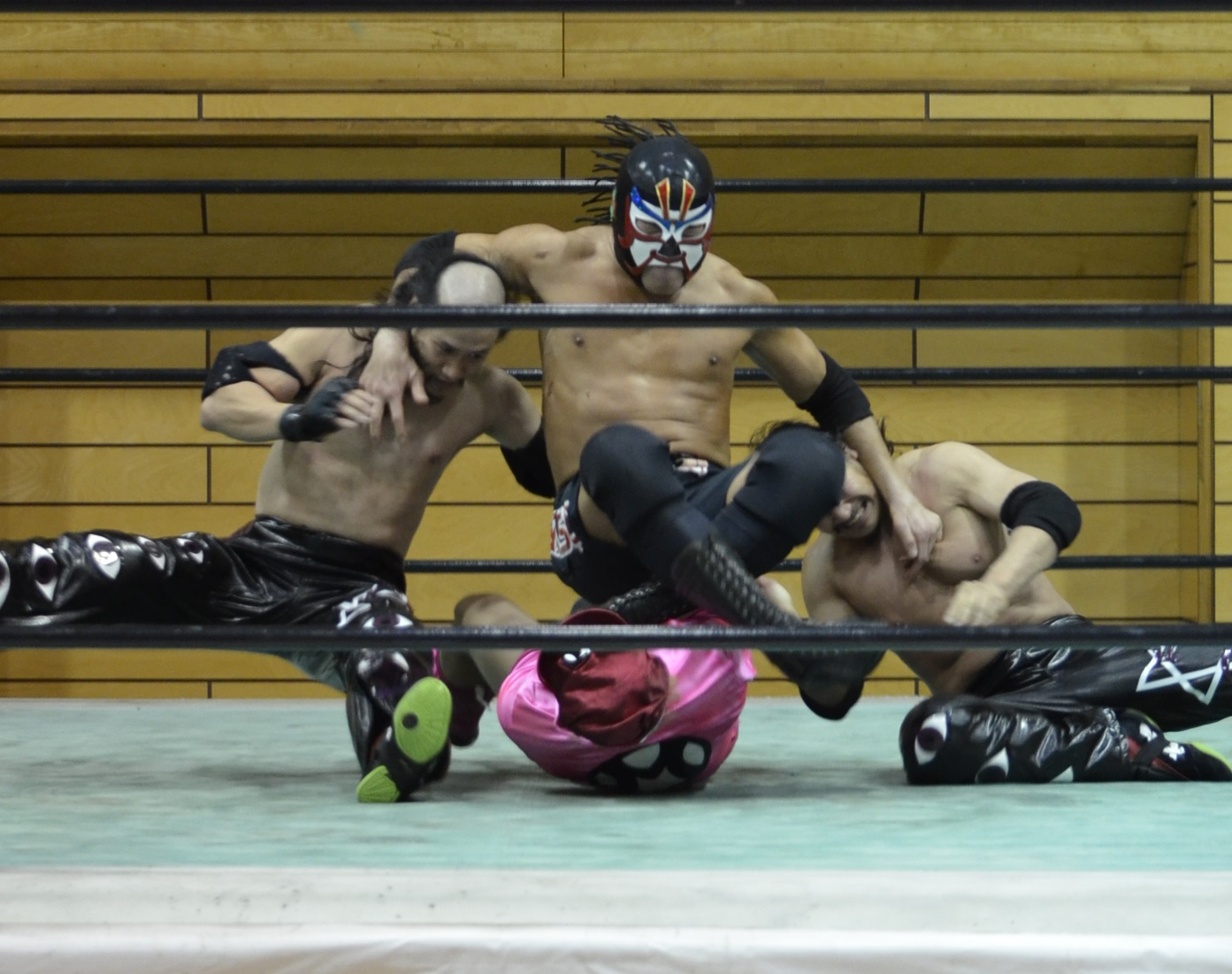
Sasuke realizando el movimiento "Messiah Korin" con Brahman Shu y Brahman Kei.

  - Big China Unified Nakahara Tag Team Championship (1 vez, actual) - con Ricky Fuji

- Frontier Martial-Arts Wrestling
  - FMW Independent World Junior Heavyweight Championship (1 vez)

- Michinoku Pro Wrestling
  - British Commonwealth Junior Heavyweight Championship (2 veces)
  - MPW Tohoku Junior Heavyweight Championship (3 veces)
  - MPW Tohoku Tag Team Championship (3 veces, actual) - con Dick Togo (1), Yoshitsune (1) y Brahman Kei (1, actual)
  - UWA/UWF Intercontinental Tag Team Championship (1 vez) - con Sasuke the Great
  - Apex of Triangle Six–Man Tag Team Championship (1 vez) - con Gran Hamada & Tiger Mask IV
  - Fukumen World League (2012)
  - Michinoku Trios League (2005) - con Jinsei Shinzaki & Kesen Numajiro
  - Futaritabi Tag Team League (1995) - con Kato Kung Lee
  - Futaritabi Tag Team League (1997) - con Super Delfín

- New Japan Pro Wrestling
  - IWGP Junior Heavyweight Championship (1 vez)
  - IWGP Junior Heavyweight Tag Team Championship (1 vez) - con Jushin Thunder Liger
  - J-Crown (1 vez)
  - NWA World Junior Heavyweight Championship (1 vez)
  - NWA World Middleweight Championship (1 vez)
  - NWA World Welterweight Championship (1 vez)
  - UWA World Junior Light Heavyweight Championship (1 vez)
  - WWA World Junior Light Heavyweight Championship (1 vez)
  - One Night Captain's Fall Tournament (1994) - con El Samurai, Gran Hamada & Shinjiro Ohtani

- Osaka Pro Wrestling
  - OPW Tag Team Championship (1 vez) - con Asian Cooger

- Toryumon
  - NWA World Middleweight Championship (1 vez)

- Universal Wrestling Association / Universal Wrestling Federation
  - WWF Light Heavyweight Championship (2 veces)
  - UWA/UWF Intercontinental Tag Team Championship (1 vez) - con Gran Hamada

- World Wrestling Association
  - WWA World Middleweight Championship (1 vez)

- Pro Wrestling Illustrated
  - Situado en el Nº132 en los PWI 500 de 1994[10]
  - Situado en el Nº154 en los PWI 500 de 1995[11]
  - Situado en el Nº23 en los PWI 500 de 1996[12]
  - Situado en el Nº23 en los PWI 500 de 1997[13]
  - Situado en el Nº69 en los PWI 500 de 1998[14]
  - Situado en el Nº48 en los PWI 500 de 1999[15]
  - Situado en el Nº47 en los PWI 500 de 2000[16]
  - Situado en el Nº129 en los PWI 500 de 2001[17]
  - Situado en el Nº137 en los PWI 500 de 2002[18]
  - Situado en el Nº92 en los PWI 500 de 2003[19]
  - Situado en el Nº92 dentro de los 500 mejores luchadores de la historia - PWI Years, 2003[20]

- Wrestling Observer Newsletter
  - WON Lucha de 5 estrellas (1994) contra Wild Pegasus en Super J Cup
  - WON Lucha de 5 estrellas (1994) contra Jushin Thunder Liger el 8 de julio
  - WON Mejor luchador aéreo (1994)
  - WON Mejor movimiento de lucha (1994) Sasuke Special

## Libros publicados
- Sasuke ga Tobu (1995)
- The Great Sasuke no Tobu Kyoushitsu (2010)